# Diệp Đình Tòng
Diệp Đình Tòng là võ sư gốc người Hoa. Tổ tiên sang Việt Nam định cư ở Vĩnh Thạnh - Bình Định đến đời ông là được ba đời. Năm 10 tuổi ông được đưa về Trung Quốc học võ. Năm 40 tuổi mới trở lại Bình Định. Ông nổi tiếng là người giỏi võ nghệ, hay hành hiệp trượng nghĩa. Ông đã giết chết một tên quan lại tham tàn để trừ hại cho dân. Sau đó, ông trốn lên núi. Ở đây, ông gặp Trần Quang Diệu, nhận Diệu làm đệ tử và truyền dạy võ học.
Trước lúc lâm chung, ông khuyên Trần Quang Diệu xuống núi tìm anh hùng hào kiệt mà mưu việc lớn, cứu dân cứu nước.